# Empis abdominalis
Empis abdominalis är en tvåvingeart som beskrevs av Christophe Daugeron 1999. Empis abdominalis ingår i släktet Empis och familjen dansflugor.
Artens utbredningsområde är Frankrike. Inga underarter finns listade i Catalogue of Life.